# Automeris io
Espèce
Automeris io, communément appelé Automéris io, est une espèce nord-américaine de lépidoptères nocturnes de la famille des Saturniidae. On le retrouve dans des milieux secs et sablonneux avec des boisés à prédominance de conifères. Cette espèce est attirée par la lumière.

## Étymologie
Dans la mythologie grecque, Io (en grec ancien Ἰώ / Iố) est la fille (ou tout au moins la descendante en droite ligne, le Catalogue des femmes la nommant « fille de Pirene ») du dieu fleuve Inachos, roi d'Argos, et de Mélia (ou d'Iasos et de Leucané). Elle était l'une des nombreuses maitresses de Zeus.

## Distribution
Au Canada, Automeris io se retrouve dans le sud des provinces du Manitoba, de l'Ontario, du Québec et du Nouveau-Brunswick. Aux États-Unis, il est présent dans les états du centre jusqu'à l'est. On le mentionne également dans l'est du Mexique.

## Description
L'adulte a une envergure de 50 à 80 mm. L'espèce présente un dimorphisme sexuel, le mâle a le corps, les ailes et les pattes jaunes tandis que chez la femelle, ces membres sont rouge brunâtre. Les mâles ont de larges antennes plumeuses, contrairement aux femelles. Les deux sexes ont de larges ocelles sur les ailes postérieures. 
La chenille de dernier stade est verte et possède deux lignes latérales, l'une blanche et l'autre rouge. Son corps est garni d'épines vertes venimeuses. À ce stade, elle mesure près de 6 cm. 

## Cycle de vie
Au Canada et dans le nord des États-Unis, Automeris io est univoltin. Dans certaines régions du sud, il peut y avoir jusqu'à 4 générations par année. Les adultes sont nocturnes et sont attirés par la lumière. Pour se reproduire, la femelle émet des phéromones sexuelles. Le mâle peut capter ces molécules à de grandes distances à l'aide de ses antennes plumeuses.      
Les œufs d’Automeris io sont blancs avec des motifs jaunes transversaux. Chez les œufs fertilisés, le micropyle est d'abord jaune, puis devient noir après 3 à 5 jours. Chez les œufs stériles, le micropyle demeure jaune. Ils sont généralement pondus en groupes contenant plus d'une vingtaine d'œufs. À l'éclosion, les chenilles sont orange. Les jeunes chenille sont grégaires et se déplacent en file. Les chenilles plus âgées deviennent solitaires. La chenille d’Automeris io passera généralement par 5 stades de développement avant de former son cocon et de se métamorphoser en chrysalide. Le nombre de stades larvaires peut varier selon les conditions environnementales,.    
Le corps de la chenille d’Automeris io est garni d'épines venimeuses. Lorsque celles-ci pénètrent la peau, elles libèrent un venin qui provoque une réaction cutanée (irritation et inflammation).        

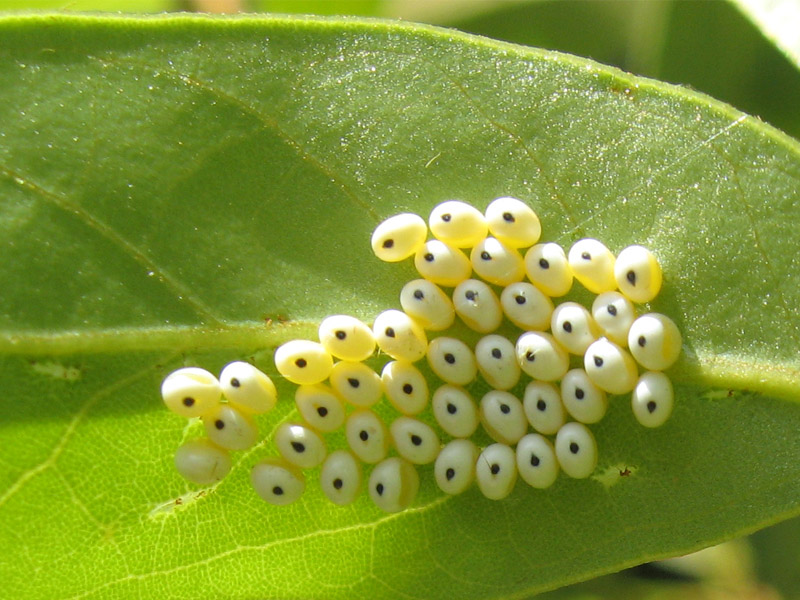
œufs
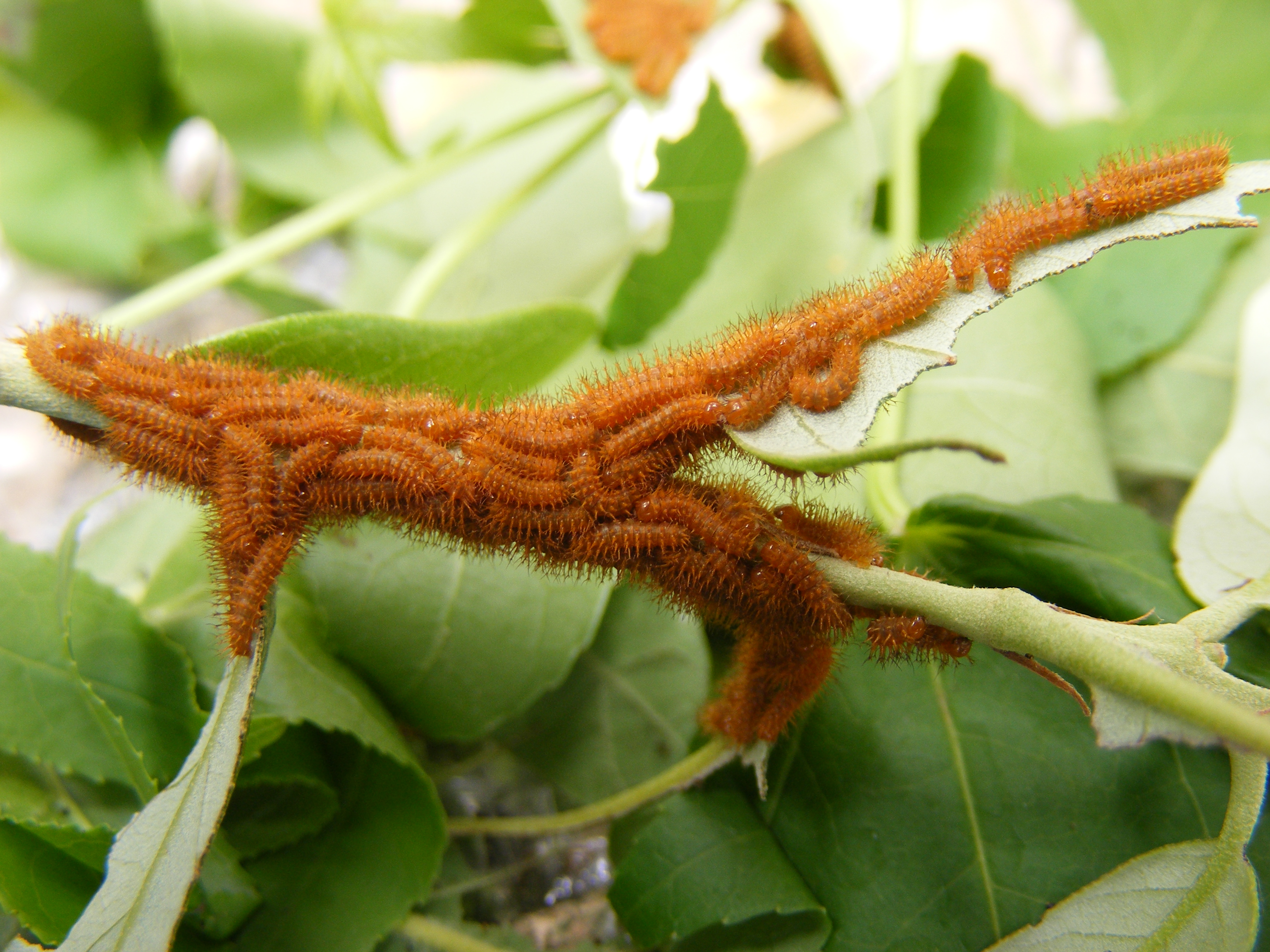
Premier stade larvaire
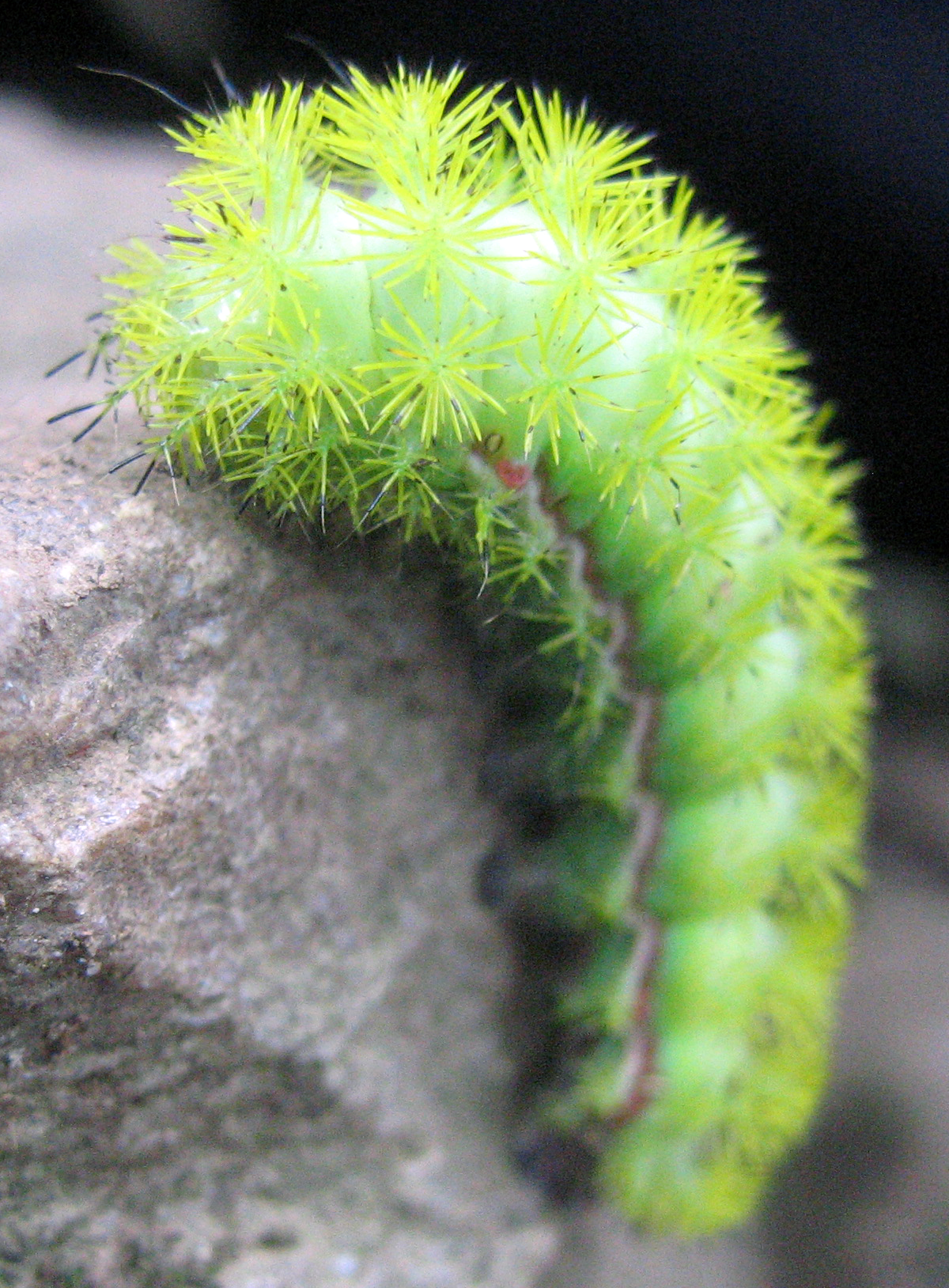
Cinquième stade larvaire
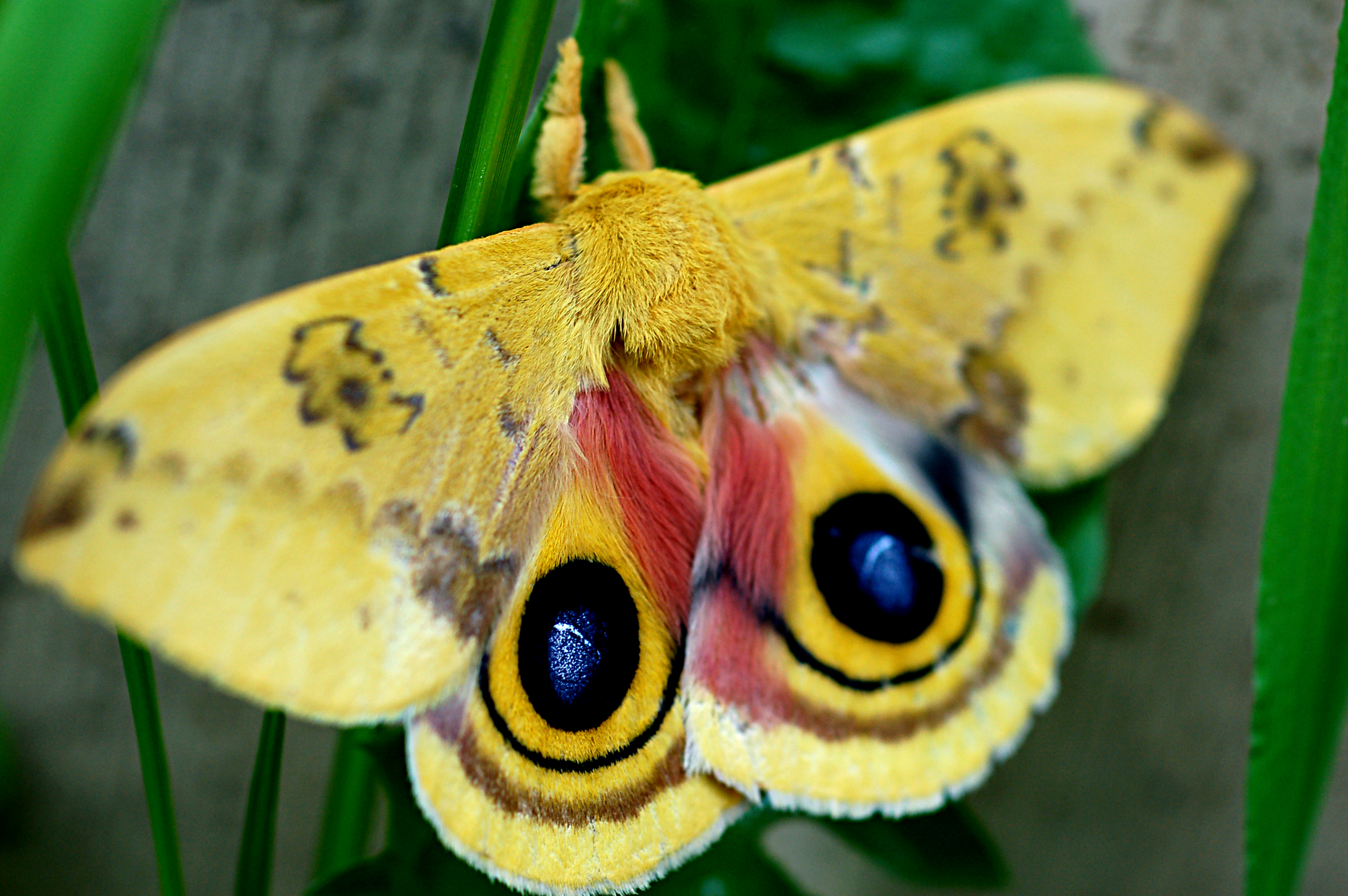
Mâle
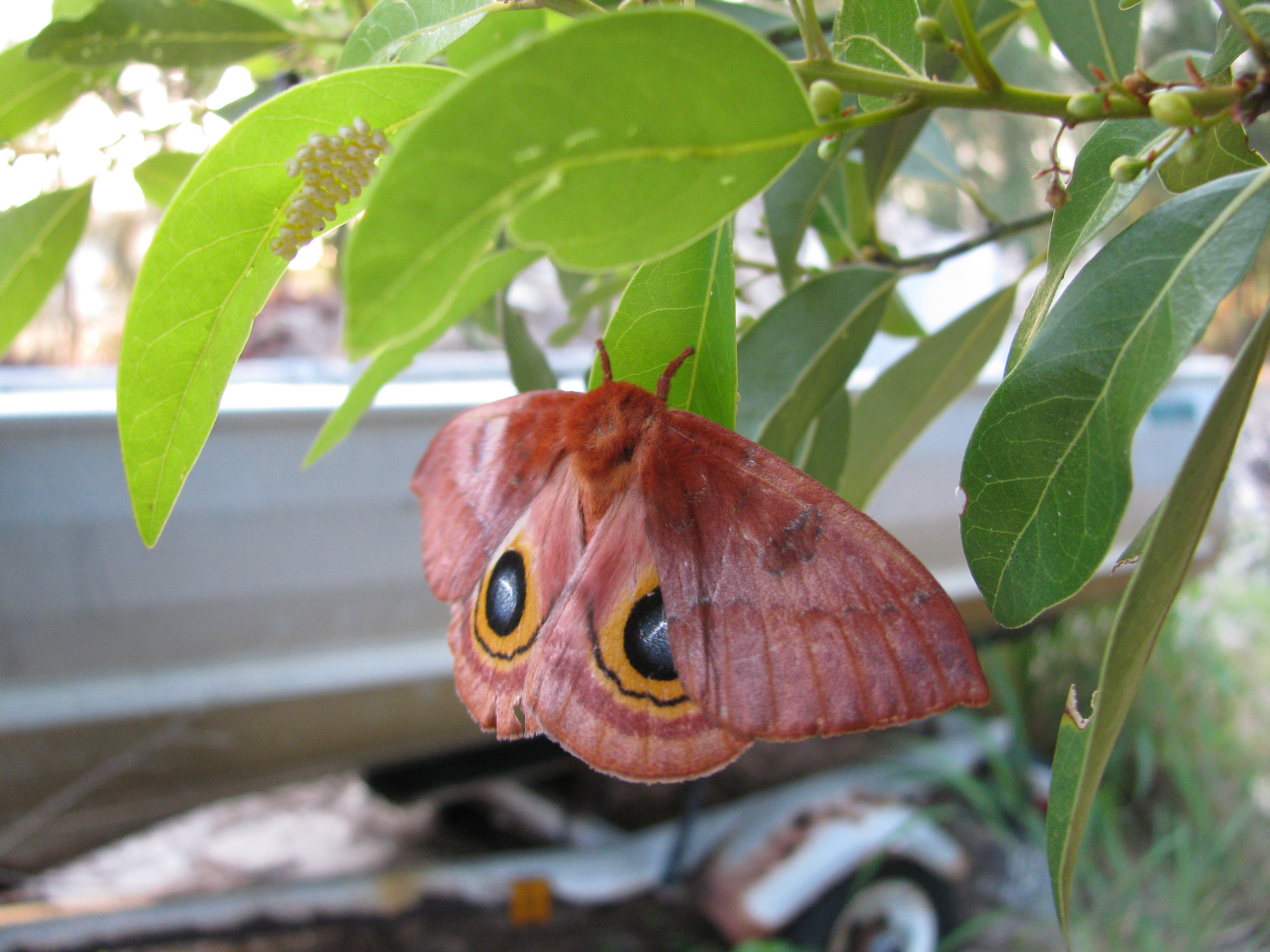
Femelle

## Liste des plantes hôtes

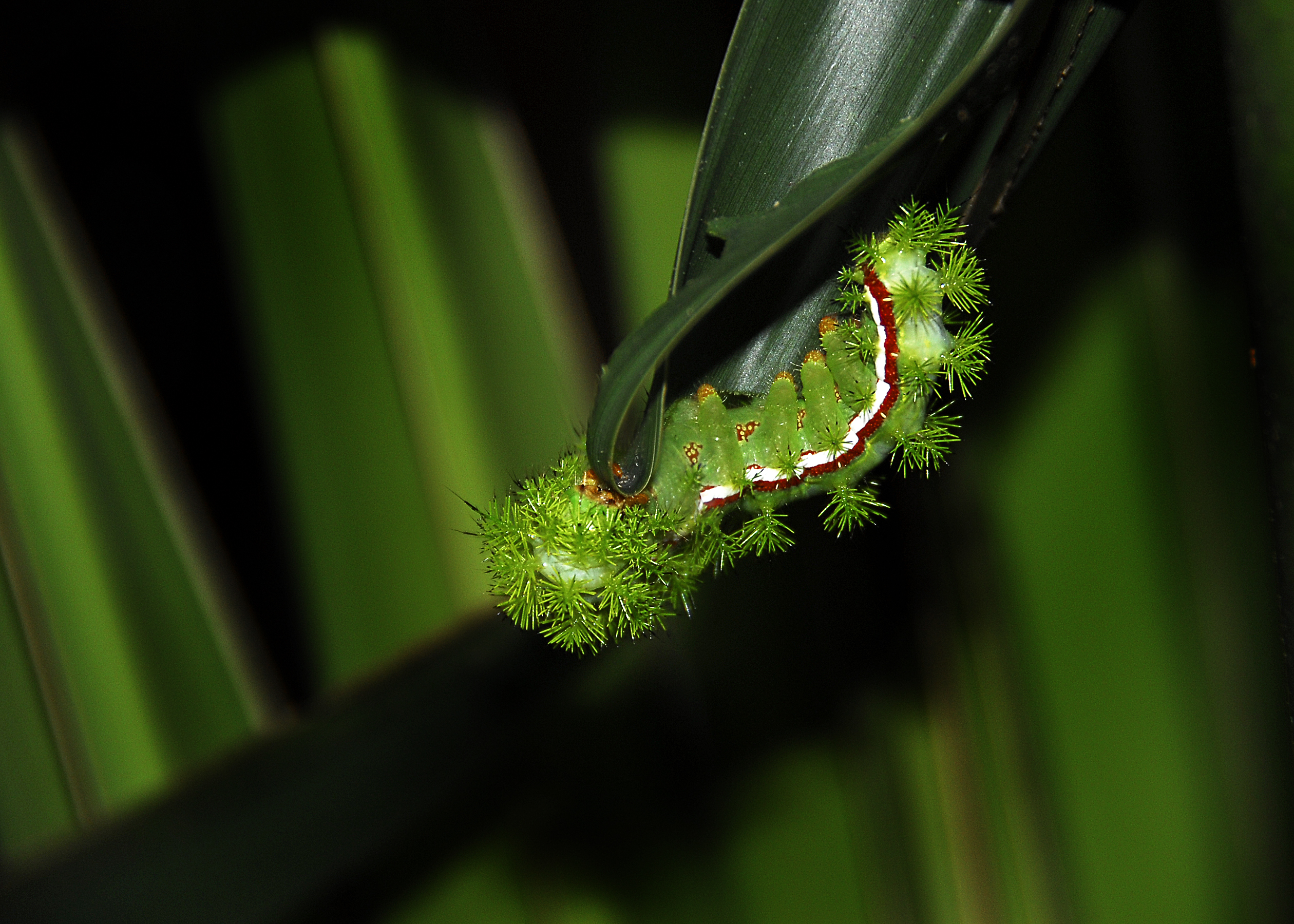
Chenille dAutomeris io en alimentation

Selon Beadle et Leckie (2012), Covell (2005), Wagner (2005), Handfield (1999), Tuskes et al.(1996) et Ferguson (1972) :
- Aceraceae - genre Acer
- Anacardiodeae - genre Rhus
- Betulaceae - genres Betula, Carpinus et Corylus
- Cannabaceae - Celtis laevigata
- Cercideae - Cercis canadensis
- Cornaceae - genre Cornus
- Fabaceae - Baptisia tinctoria , genres Amorpha, Chamaecrista et Wisteria
- Fagaceae - genres Fagus et Quercus
- Hamamelidaceae - Liquidambar styraciflua
- Juglandaceae - genre Carya
- Oleeae - genre Fraxinus
- Pinaceae - genres Abies et Picea
- Rosaceae - genres Prunus, Rubus et Pyrus
- Rubiaceae - Cephalanthus occidentalis
- Salicaceae - genres Populus et Salix
- Tiliaceae - genre Tilia
- Ulmaceae - genre Ulmus